# MT Melsungen

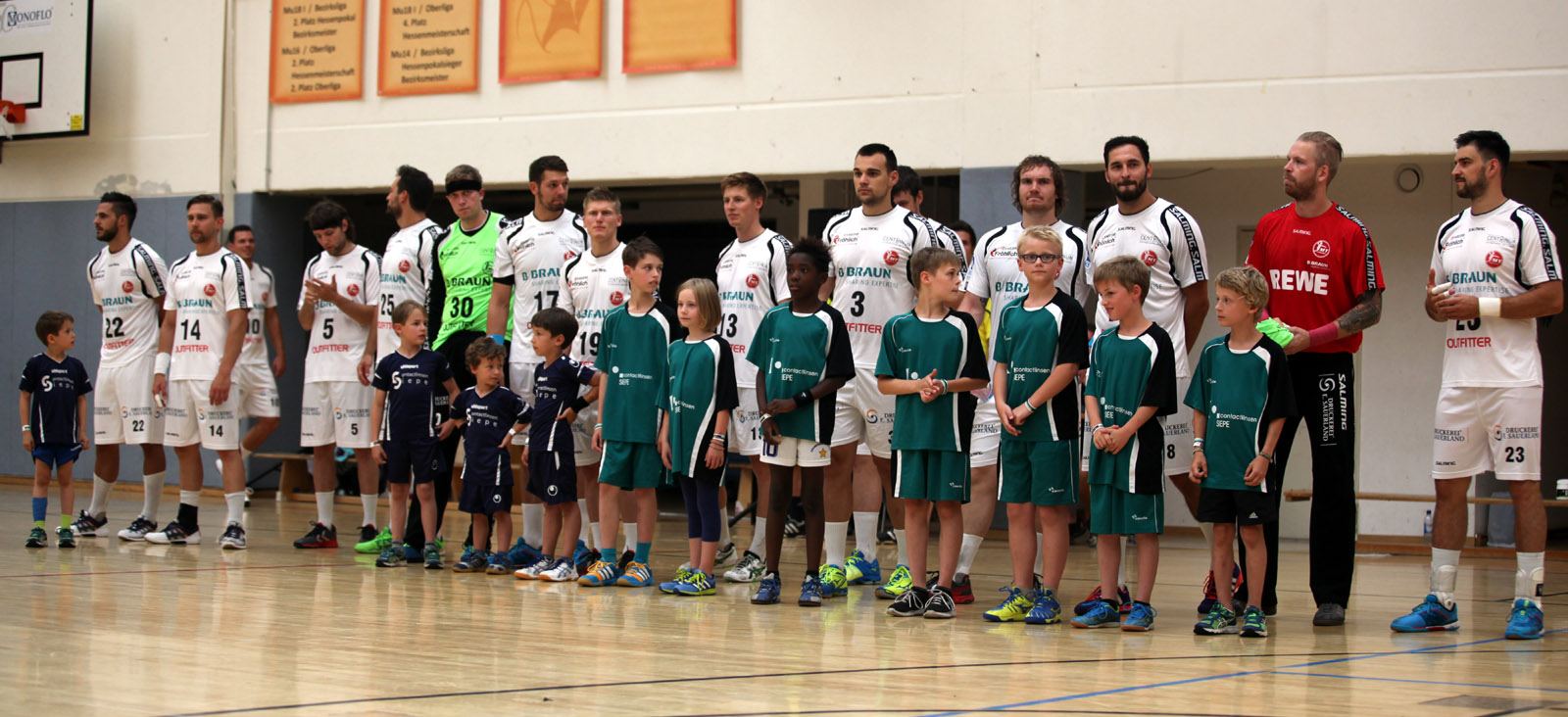
MT Melsungen-spelare i juli 2015.

MT Melsungen (Melsunger Turngemeinde 1861 e.V.) är en handbollsklubb från Hessen i Tyskland som bildades 1861.

## Spelartrupp
| Nr | Land       | Pos | Namn               |
| -- | ---------- | --- | ------------------ |
| 12 | Tyskland   | MV  | Silvio Heinevetter |
| 16 | Montenegro | MV  | Nebojša Simić      |
| 96 | Tyskland   | MV  | Glenn-Louis Eggert |
| 3  | Kroatien   | M6  | Marino Marić       |
| 5  | Tyskland   | V9  | Julius Kühn        |
| 6  | Tyskland   | V9  | Finn Lemke         |
| 9  | Tyskland   | H6  | Tobias Reichmann   |
| 13 | Tyskland   | V6  | Yves Kunkel        |
| 15 | Danmark    | M9  | Lasse Mikkelsen    |

| Nr | Land     | Pos | Namn                  |
| -- | -------- | --- | --------------------- |
| 17 | Tyskland | M6  | Felix Danner          |
| 21 | Island   | M6  | Arnar Freyr Arnarsson |
| 22 | Tyskland | V6  | Michael Allendorf     |
| 23 | Tyskland | V9  | Ole Pregler           |
| 34 | Tyskland | H9  | Kai Häfner            |
| 55 | Tyskland | H9  | Stefan Salger         |
| 73 | Tyskland | H6  | Timo Kastening        |
| 94 | Kroatien | M9  | Domagoj Pavlović      |